# Leslyn Lewis
Pour les articles homonymes, voir Lewis.
 
Leslyn Lewis, née le 2 décembre 1970) dans la paroisse de Saint Andrew en Jamaïque, est une avocate et femme politique canadienne, députée de Haldimand—Norfolk à la Chambre des communes depuis 2021.
Membre du Parti conservateur, Lewis se présente pour prendre la tête du parti lors de la course à la direction de 2020, se classant troisième. Elle est la première femme appartenant à une minorité visible à se présenter à la direction du Parti conservateur fédéral. Lewis est également candidate à l'élection à la direction conservatrice en 2022. Elle est bien connue pour ses opinions socialement conservatrices.

## Biographie

### Enfance et éducation
Née en Jamaïque, elle immigre au Canada à l'âge de cinq ans et grandit à East York, en Ontario.
Lewis obtient un baccalauréat ès arts avec haute distinction à l'Université de Toronto en tant qu'étudiante du Trinity College. Elle est également titulaire d'une maîtrise en études environnementales de l'Université York avec une spécialisation en commerce et environnement de la Schulich School of Business, ainsi que d'un diplôme en droit et d'un doctorat en droit international de la Osgoode Hall Law School, .

### Carrière juridique
Lewis pratique le droit depuis environ 2000 et est la directrice générale de Lewis Law à Scarborough, spécialisé dans les litiges commerciaux et la pratique du commerce international, avec une focalisation sur la politique énergétique. Elle anime l'émission de télévision Law Matters.
En 2018, elle est nommée par la province de l'Ontario au conseil d'administration de la Fondation Trillium de l'Ontario et est ensuite nommée au comité de la fondation responsable de la distribution des fonds pour les programmes jeunesse.
En mai 2019, elle reçoit le prix Harry Jerome pour l'excellence professionnelle de la part de la Black Business and Professional Association,.

### Carrière politique

#### Élection fédérale de 2015
Lewis commence sa carrière politique dans la circonscription fédérale de Markham—Stouffville, où elle est vice-présidente et principale collectrice de fonds de l'association de circonscription conservatrice quand Paul Calandra est député.
En 2015, le chef conservateur Stephen Harper la nomme candidate de remplacement pour représenter son parti dans la circonscription de Scarborough—Rouge Park quelques semaines seulement avant le vote après que l'ancien candidat conservateur soit contraint de se retirer à la suite d'un scandale,,. Un article du National Post qualifie Lewis de "remplacement de haute qualité",. Elle se classe deuxième derrière le candidat libéral Gary Anandasangaree, obtenant 13 587 voix,.

#### Candidature à la direction du Parti conservateur (2020)
En février 2020, Lewis est confirmée comme candidate officielle à la direction du Parti conservateur du Canada, à la suite de la démission d'Andrew Scheer en tant que chef en décembre 2019. Si elle avait réussi, elle aurait été la première femme de minorité visible à diriger l'un des trois principaux partis fédéraux canadiens,.
Sa plate-forme est décrite comme socialement conservatrice. Alors qu'elle considère la thérapie de conversion comme "une chose atroce", elle soulève des inquiétudes quant à l'interdiction proposée par le gouvernement canadien, citant une définition peu claire qui risque de pénaliser les conversations avec les parents ou les chefs religieux. Elle déclare que bien qu'elle définisse personnellement le mariage comme étant entre un homme et une femme, elle ne renverserait pas la législation existante redéfinissant le mariage au Canada. Elle déclare qu'elle aimerait rendre l'accès à la marijuana plus restrictif et qu'elle pense que les réactions au changement climatique sont exagérées "à certains égards". Elle se décrit publiquement comme «  pro-vie, sans agenda caché » et, en tant que cheffe, elle demanderait au nom du Parti conservateur d'interdire l'avortement sexo-sélectif et l'avortement forcé, d'augmenter le financement gouvernemental des centres de grossesse en crise (qui offrent des alternatives à l'avortement), et elle mettrait fin au financement étranger pour l'avortement. Sa candidature est approuvée par des groupes anti-avortement, dont la Campaign Life Coalition.
Elle s'oppose aux taxes sur le carbone et soutient la promotion des technologies vertes comme politique alternative.
Bien que Lewis mène le deuxième tour de scrutin lors du vote populaire, elle est éliminée après s'être classée troisième en termes de points,.

#### Élection fédérale de 2021
Le 15 septembre 2020, Lewis annonce officiellement qu'elle sollicitera l'investiture conservatrice pour la prochaine élection fédérale dans la circonscription de Haldimand—Norfolk. Elle est acclamée comme candidate conservatrice dans la circonscription le mois suivant. Le siège est jusque là occupé par l'ancienne ministre conservatrice Diane Finley, qui démissionne en mai 2021. Le 20 septembre 2021, Lewis remporte le siège pour le Parti conservateur aux élections fédérales de 2021.
Après l'élection, Lewis déclare son opposition à l'obligation vaccinale contre la Covid-19 pour les députés et remet en question les vaccins contre la Covid-19 pour les enfants. Cette prise de position peut être une raison de son absence du cabinet fantôme conservateur. Comme CBC le décrit à ce propos, "les absents notables de la liste des critiques de l'opposition officielle sont les députés qui ont exprimé leur opposition aux politiques de vaccination contre la Covid-19".

#### Candidat à la direction du Parti conservateur (2022)
Lewis annonce le 8 mars 2022 qu'elle se présentera à nouveau à la direction du Parti conservateur. Elle termine à la troisième place de l'élection remportée par Pierre Poilievre, en ne remportant que 9,69 % des voix.

#### Élection fédérale de 2025
Leslyn Lewis est réélue lors des élections fédérales de 2025.

## Résultats électoraux
|       | Candidat                | Parti        | # de voix | % des voix |
|       | Leslyn Lewis            | Conservateur | +13 587,  | 27,36 %    |
|       | (X) Gary Anandasangaree | Libéral      | +29 913,  | 60,24 %    |
|       | KM Shanthikumar         | NPD          | +05 145,  | 10,36 %    |
|       | Calvin Winter           | Vert         | +01 010,  | 2,03 %     |
| Total | Total                   | Total        | 49 655    | 100 %      |

| Candidat | Candidat     | 1er tour  | 1er tour | 1er tour       | 1er tour | 2e tour   | 2e tour | 2e tour        | 2e tour | 3e tour   | 3e tour  | 3e tour        | 3e tour  |
| Candidat | Candidat     | Suffrages | %        | Points alloués | %        | Suffrages | %       | Points alloués | %       | Suffrages | %        | Points alloués | %        |
| -------- | ------------ | --------- | -------- | -------------- | -------- | --------- | ------- | -------------- | ------- | --------- | -------- | -------------- | -------- |
|          | Erin O'Toole | 51 258    | 29,39 %  | 10 681,40      | 31,60 %  | 56 907    | 33,20 % | 11 903,69      | 35,22 % | 90 635    | 58,86 %  | 19 271,74      | 57,02 %  |
|          | Peter MacKay | 52 851    | 30,30 %  | 11 328,55      | 33,52 %  | 54 165    | 31,60 % | 11 756,01      | 34,78 % | 63 356    | 41, 14 % | 14 528,26      | 42,98 %  |
|          | Leslyn Lewis | 43 017    | 24,67 %  | 6 925,38       | 20,49 %  | 60 316    | 35,20 % | 10 140,30      | 30,00 % | Éliminée  | Éliminée | Éliminée       | Éliminée |
|          | Derek Sloan  | 27 278    | 15,64 %  | 4 864, 67      | 14,39 %  | Éliminé   | Éliminé | Éliminé        | Éliminé | Éliminé   | Éliminé  | Éliminé        | Éliminé  |
| Total    | Total        | 174 404   | 100 %    | 33 800         | 100 %    | 171 388   | 100 %   | 33 800         | 100 %   | 153 991   | 100 %    | 33 800         | 100 %    |